# Оценка технологий
Оценка технологий (нем. Technikfolgenabschätzung, франц. Évaluation des progrès scientifiques et technologiques) — это средство оценки новой технологии с момента её первой разработки до момента, когда она потенциально будет принята общественностью и органами власти для дальнейшего использования.

## Общее описание

### Другие определения ОТ
Оценка технологий — это научный, интерактивный и коммуникативный процесс, целью которого является содействие формированию общественного и политического мнения по социальным аспектам науки и техники.
Оценка технологий — это «форма исследования политики, которая изучает краткосрочные и долгосрочные последствия (например, социальные, экономические, этические, правовые) применения технологии».

### Основные характеристики
Термин ОТ (Technology Assessment) был введён в употребление в 1960-х годах американским политиком Эмилио Даддарио. В Соединённых Штатах ОТ была сосредоточена на анализе значимости «сверхзвукового транспорта, загрязнения окружающей среды и этики генетического скрининга».
ОТ основана на убеждении в том, что новые разработки внутри научного сообщества и сделанные им открытия актуальны для всего мира, а не только для самих научных экспертов, и что технический прогресс никогда не может быть свободен от этических последствий.
ОТ признаёт тот факт, что учёные, как правило, сами не являются квалифицированными специалистами по этике и, соответственно, должны быть очень осторожны при вынесении этических суждений о своих собственных или своих коллегах, новых результатах, проектах или незавершённой работе.

### Цель оценки технологий
ОТ предполагает глобальную перспективу и ориентирована на будущее, а не на борьбу с технологиями.
ОТ рассматривает свою задачу как междисциплинарный подход к решению существующих проблем и предотвращению потенциального ущерба, вызванного некритичным применением и коммерциализацией новых технологий. Поэтому любые результаты исследований по оценке технологий должны публиковаться, и особое внимание должно уделяться общению с лицами, принимающими политические решения.

### Формы и концепции ОТ
Следующие типы концепций ОТ — это те, которые наиболее заметны и практикуются. Однако существует ряд дополнительных форм ОТ, которые предлагаются только в качестве концепций в литературе или являются ярлыком, используемым конкретным учреждением ОТ.
Парламентская ОТ (ПОТ): деятельность ОТ различного рода, адресатом которой является парламент. Родительский комитет может выполняться непосредственно членами этих парламентов (например, во Франции и Финляндии) или от их имени соответствующими учреждениями ОТ (например, в Великобритании, Германии и Дании) или организациями, не связанными напрямую с парламентом (например, в Нидерландах и Швейцарии).
Эксперт по ОТ (часто также называемый классической концепцией ОТ или традиционной концепцией ОТ): деятельность по ОТ, осуществляемая (командой) ОТ и технические эксперты. Вклад заинтересованных сторон и других субъектов включается только в письменные заявления, документы и интервью, но не так, как в ОТ с участием.
ОТ с участием (уОТ): деятельность ОТ, в которой активно, систематически и методологически участвуют различные социальные субъекты в качестве экспертов и участников дискуссий, такие как различные организации гражданского общества, представители государственных систем, но, как правило, также отдельные заинтересованные стороны и граждане (непрофессионалы), технические ученые и технические эксперты. Стандартные методы родительского комитета включают конференции по достижению консенсуса, фокус-группы, семинары по сценариям и т. д. Иногда Родительский комитет дополнительно подразделяется на родительский комитет экспертов и заинтересованных сторон и общественный родительский комитет (включая непрофессионалов). Оценка на основе широкого участия создает возможности для включения непрофессионалов и устанавливает ценность различных точек зрения, интересов и знаний. Это показывает важность необходимости того, чтобы лица, принимающие решения, и действующие лица имели разнообразный набор взглядов и точек зрения для принятия комплексного, обоснованного и рационального решения.
Конструктивная ОТ (КОТ): Эта концепция ОТ, разработанная в Нидерландах, но также применяемая и обсуждаемая в других местах, пытается расширить разработку новой технологии за счет обратной связи с деятельностью ОТ в фактическое построение технологии. В отличие от других форм ОТ, КОТ не направлен на влияние на практику регулирования путем оценки воздействия технологий. Вместо этого КОТ хочет решать социальные проблемы, связанные с технологиями, оказывая влияние на методы проектирования. Он направлен на «мобилизацию знаний о к эволюционной динамике науки, техники и общества для прогнозирования и оценки технологий, вместо того, чтобы в основном заниматься оценкой социальных последствий квази-данной технологии». Эта оценка установила ценность вовлечения пользователей в процесс разработки и инноваций, поощряя разработку и адаптацию новых технологий в их повседневной жизни.
Дискурсивная ОТ или аргументативная ОТ: Этот тип ОТ хочет углубить политические и нормативные дебаты о науке, технике и обществе. Он вдохновлен этикой, анализом политического дискурса и социологией ожиданий в науке и технике. Этот способ ОТ направлен на то, чтобы прояснить и подвергнуть общественному и политическому контролю нормативные допущения и представления, которые движут субъектами, формирующими науку и технологии в социальном плане. Эта оценка может быть использована в качестве инструмента для анализа и оценки предыстории каждой реакции или восприятия, происходящих для каждой технологии; часто некоторые из реакций, которые получают эти эксперты, не связаны с наукой или технологией. Некоторые из способов анализа действующих лиц и их реакции — это «изучение повседневной практики потенциальных пользователей в их собственном праве и в натуралистических условиях». Соответственно, аргументативный ОТ не только рассматривает побочные эффекты технологических изменений, но и рассматривает как более широкие последствия науки и техники, так и фундаментальный нормативный вопрос о том, почему разработка определённой технологии является законной и желательной.
ОТ здравоохранения (ОТз): Специализированный тип экспертного ОТ, информирующий политиков о вопросах эффективности, безопасности и экономической эффективности фармацевтических препаратов и медицинских процедур, см. Оценка технологий здравоохранения.

## Проблемы ОТ
Важной проблемой, связанной с оценкой технологий, является так называемая дилемма Коллинриджа: с одной стороны, влияние новых технологий невозможно легко предсказать, пока технология не будет широко разработана и широко использована; с другой стороны, контроль или изменение технологии затруднены, как только она широко используется. В нём подчеркивается тот факт, что технологии на их ранней стадии непредсказуемы в отношении их последствий и довольно сложны для регулирования или контроля, как только они получили широкое признание в обществе. Формирование или направление этой технологии в желаемом направлении становится трудным для властей в этот период времени. Для решения этой дилеммы было разработано несколько подходов, одним из распространенных из которых является «ожидание». При таком подходе власти и эксперты «предвидят этические последствия технологии („техноморальные сценарии“), будучи слишком умозрительными, чтобы быть надежными, или на этически регулирующие технологические разработки („социотехнические эксперименты“), отбрасывая предвосхищение будущих последствий».
Таким образом, важной проблемой оценки эффективности внедрения является разработка комплексной, системной оценки всех возможных улучшений в деятельности предприятия, которые могут быть достигнуты за счет внедрения новых технологий.

### Возможные пути решения проблем ОТ
Одним из возможных путей решения комплексности оценки является изменение подхода к оценке эффективности. Оценка, основанная исключительно на экономической эффективности, должна быть дополнена методами социально-экономического анализа. В таком случае проект по внедрению будет рассматриваться также и с точки зрения удовлетворения потребностей всех участников проекты — собственников, управляющих, наемных работников, а также клиентов. Если рассматривать реализацию проекта внедрения как совокупность социальных действий и связей, возникающих по поводу этих процессов, то такой проект представляет собой один из видов социальной активности субъектов и регулируется по принципам социального действия. Можно выделить и описать систему показателей, раскрывающую интересы участников возникших социальных связей. В этом случае эффективность проекта можно оценить с позиции достижения удовлетворенности заинтересованных сторон.
Таким образом, можно поставить задачу разработки комплексной социально-экономической модели ОТ. В качестве объекта исследования выбирается процесс внедрения корпоративных технологий. Особенность разрабатываемой методики в том, что она основана на социологическом инструментарии получения и обработки информации. В этом случае встает проблема идентификации и анализа возникающих в процессе внедрения социальных связей и эффективности этих связей. Акторы изучаемого процесса должны быть структурированы по разрабатываемой методике. В процессе построения структуры и планируется создать искомую методику ОТ.
Аспирант кафедры экономической социологии М. В. Таланцева

## Основные аспекты ОТ
Оценка технологий — это очень широкое явление, которое также включает такие аспекты, как «распространение технологий (и передача технологий), факторы, ведущие к быстрому принятию новых технологий, а также роль технологий и общества».
В существующих методиках оценку эффективность внедрения технологий принято делить на несколько составляющих:
- экономическая компонента, то есть система показателей, позволяющих оценить экономическую эффективность внедрения;
- процессная составляющая, целью использования которой является оценка соответствия результатов внедрения технологии целям и задачам предприятия, а также непосредственно контроль за ходом внедрения технологии на каждом этапе реализации проекта;
- вероятностные методы, предназначенные для оценки вероятности возникновения риска и появления новых возможностей (например, повышение конкурентоспособности продукции, снижение рисков своевременного завершения проекта) с помощью статистических и математических моделей;
- инструменты качественного анализа, которые могу помочь оценить все явные и неявные факторы эффективности внедряемой технологии и увязать её с общей стратегией предприятия;

Оценки технологий, которые являются формой анализа затрат и выгод, являются средством для лиц, принимающих решения, для оценки и анализа решений в отношении конкретной оценки технологий и выбора наилучшего возможного варианта, который является экономически эффективным и соответствует авторитетным и бюджетным требованиям. Однако их трудно, если не невозможно, выполнить объективным образом, поскольку необходимо принимать субъективные решения и оценочные суждения в отношении ряда сложных вопросов, таких как (а) границы анализа (т. Е. Какие затраты являются внутренними и внешними), (б) выбор соответствующих показателей потенциальных положительных и отрицательных последствий новой технологии, (в) монетизация нерыночных ценностей и (г) широкий спектр этических взглядов. Следовательно, большинство оценок технологий не являются ни объективными, ни нейтральными по отношению к ценности мероприятиями, а вместо этого в значительной степени подвержены влиянию и предвзятости ценностей наиболее влиятельных заинтересованных сторон, которые во многих случаях являются разработчиками и сторонниками (т. Е. корпорациями и правительствами) рассматриваемых новых технологий. В самом крайнем случае, как выразился Ян Барбур в книге «Технологии, окружающая среда и человеческие ценности», оценка технологий — это «одностороннее извинение за современные технологии людьми, заинтересованными в их продолжении».

## Применение ОТ

### Учреждения ОТ по всему миру
Многие учреждения TA являются членами сети Европейской парламентской оценки технологий (EPTA), некоторые работают в группе STOA Европейского парламента и сформировали Европейскую группу по оценке технологий (ETAG).
- Центр оценки технологий (TA-SWISS), Берн, Швейцария.
- Институт оценки технологий (ОТА) Австрийской академии наук, Вена
- Институт оценки технологий и системного анализа, Технологический институт Карлсруэ, Германия
- Управление оценки технологий (ОТА) (бывший)
- Датский фонд Совета по технологиям, Копенгаген
- Норвежский технологический совет, Осло
- Парламентское управление по науке и технологиям (ПОЧТА), Лондон
- Институт Ратенау, Гаага
- Группа по оценке научно-технических вариантов (STOA) Европейского парламента, Брюссель

### Применение ОТ в разных сферах
В целом, оценка технологий — это очень широкая область, которая выходит за рамки только технологий и промышленных явлений. Он обрабатывает оценку эффектов, последствий и рисков технологии, но также является функцией прогнозирования, рассматривающей прогнозирование возможностей и развитие навыков в качестве вклада в стратегическое планирование". Некоторые из основных областей ОТ: информационные технологии, водородные технологии, ядерные технологии, молекулярные нанотехнологии, фармакология, трансплантация органов, генная технология, искусственный интеллект, Интернет и многое другое. Оценка технологий здравоохранения связана, но глубоко отличается, несмотря на сходство в названии.